# Liberia en los Juegos Olímpicos de Los Ángeles 1984
Liberia estuvo representada en los Juegos Olímpicos de Los Ángeles 1984 por siete deportistas, seis hombres y una mujer, que compitieron en atletismo.
El portador de la bandera en la ceremonia de apertura fue el atleta Wallace Obey. El equipo olímpico liberiano no obtuvo ninguna medalla en estos Juegos.